# Walgreens Boots Alliance
Walgreen Boots Alliance, Inc. là một công ty cổ phần của Mỹ có trụ sở tại Deerfield, Illinois, sở hữu Walgreen, Boots và một số công ty sản xuất, bán buôn và phân phối dược phẩm. Công ty được thành lập vào ngày 31 tháng 12 năm 2014, sau khi Walgreen mua 55% cổ phần của Alliance Boots có trụ sở tại Vương quốc Anh và Thụy Sĩ mà công ty chưa sở hữu. Tổng giá mua lại là 4,9 tỷ đô la tiền mặt và 144,3 triệu cổ phiếu phổ thông với giá trị là 10,7 tỷ đô la. Walgreen trước đây đã mua 45% cổ phần Allianc Boots  với giá 4,0 tỷ đô la và 83,4 triệu cổ phiếu phổ thông vào tháng 8 năm 2012 với tùy chọn mua số cổ phần còn lại trong vòng ba năm.
Công ty được tổ chức thành ba bộ phận: Bán lẻ Dược phẩm Hoa Kỳ (Walgreen và Duane Reade), Bán lẻ Dược phẩm Quốc tế (Khởi động và các hoạt động bán lẻ khác trên phạm vi quốc tế) và Bán buôn Dược phẩm, kết hợp Alliance Heathcare. Công ty bắt đầu giao dịch trên NASDAQ vào ngày 31 tháng 12 năm 2014.
Hoạt động tại hơn 25 quốc gia. Walgreen trước đây chỉ hoạt động trong phạm vi Hoa Kỳ và các lãnh thổ của nó, trong khi Alliance Boots vận hành một doanh nghiệp quốc tế hơn.
Vào tháng 10 năm 2018, Walgreen Boots Alliance đã công bố báo cáo thu nhập quý IV. Doanh thu năm tài chính 2018 là 131,5 tỷ USD, tăng 11,3% so với tài khóa 2017 và lợi nhuận ròng GAAP tăng lên 5,0 tỷ USD.
Vào ngày 26 tháng 6 năm 2018, Walgreen Boots Alliance đã thay thế General Electric trên Chỉ số công nghiệp Dow Jones.

## Tài chính
Trong năm tài chính 2017, Walgreen Boots Alliance đã báo cáo lợi nhuận 5,024 tỷ đô la Mỹ, với doanh thu hàng năm là 131,537 tỷ đô la Mỹ, tăng 11,3% so với chu kỳ tài chính trước đó. Cổ phiếu của Walgreen Boots Alliance được giao dịch ở mức hơn 68 đô la một cổ phiếu và vốn hóa thị trường của nó được định giá hơn 72,4 tỷ đô la Mỹ vào tháng 10 năm 2018. Các con số thống kê trước năm 2014 chỉ dành cho Walgreen. Tính đến năm 2018, Walgreen Boots Alliance được xếp hạng 19 trên bảng xếp hạng Fortune 500 của các tập đoàn lớn nhất Hoa Kỳ theo tổng doanh thu.
| Năm  | Doanh thu tính bằng triệu đô la Mỹ | Thu nhập ròng tính bằng triệu đô la Mỹ | Tổng tài sản tính bằng triệu đô la Mỹ | Giá mỗi cổ phiếu bằng USD | Nhân viên | Cửa hàng |
| ---- | ---------------------------------- | -------------------------------------- | ------------------------------------- | ------------------------- | --------- | -------- |
| 2005 | 42.202                             | 1.560                                  | 14,609                                | 36,34                     | 179.000   | 4.950    |
| 2006 | 47,409                             | 1.751                                  | 17.131                                | 36,17                     | 195.000   | 5,461    |
| 2007 | 53.762                             | 2.041                                  | 19.314                                | 35,64                     | 226.000   | 5,997    |
| 2008 | 59,034                             | 2.157                                  | 22.410                                | 26,93                     | 237.000   | 6,934    |
| 2009 | 63,335                             | 2.006                                  | 25.142                                | 26,59                     | 238.000   | 7,496    |
| 2010 | 67.420                             | 2.091                                  | 26.275                                | 28,40                     | 244.000   | 8,046    |
| 2011 | 72.184                             | 2.714                                  | 27,454                                | 33,76                     | 247.000   | 8.210    |
| 2012 | 71.633                             | 2.127                                  | 33.462                                | 30,37                     | 240.000   | 8,385    |
| 2013 | 72.217                             | 2.548                                  | 35,481                                | 45,76                     | 248.000   | 8,582    |
| 2014 | 76.392                             | 1.932                                  | 37.250                                | 61,68                     | 251.000   | 8,309    |
| 2015 | 103,444                            | 4.220                                  | 68.782                                | 80,08                     | 360.000   | 12.755   |
| 2016 | 117.351                            | 4,173                                  | 72.688                                | 77,52                     | 360.000   | 12.848   |
| 2017 | 118.214                            | 4.078                                  | 66.009                                | 76,94                     | 345.000   | 12.822   |
| 2018 | 131,537                            | 5.024                                  | 68.124                                | 68,03                     | 354.000   | 14.327   |